# Mellersta Örevattnet
Mellersta Örevattnet är en sjö i Ale kommun i Västergötland och ingår i Göta älvs huvudavrinningsområde. Sjön är 5 meter djup, har en yta på 0,02 kvadratkilometer och befinner sig 145 meter över havet. Sjön ligger i vildmarksområdet Risveden.